# رينا مور
رينا مور-غودر (بالعبرية: רינה מור‏) (بالعبرية؛ ولدت رينا ميسينجر، 16 فبراير 1956) محامة وكاتبة وملكة جمال إسرائيلية التي فازت بمسابقة ملكة جمال الكون 1976.

## نشأتها
ولدت رينا غودر (ني ميسينجر) في كريات طبعون بالقرب من حيفا. كان والدها ميكانيكيًا وطيارًا في سلاح الجو الإسرائيلي وكانت والدتها معلمة في رياض الأطفال. أصبحت رينا مور غودر محامية وأم لابنتين.